# アストロノミシェ・ナハリヒテン
アストロノミシェ・ナハリヒテン(Astronomische Nachrichten、英:Astronomical Notes)は、1821年にドイツの天文学者ハインリッヒ・シューマッハによって創刊された、天文学分野における最初の国際学術雑誌の1つである。現在刊行されている中で、天文学分野での最古の学術雑誌であるとされる。特に今日では、太陽物理学、銀河系外天文学、宇宙論、地球物理学、及びそれらの分野の機器を専門分野とする。掲載される全ての論文は査読を経る。

## 初期の歴史

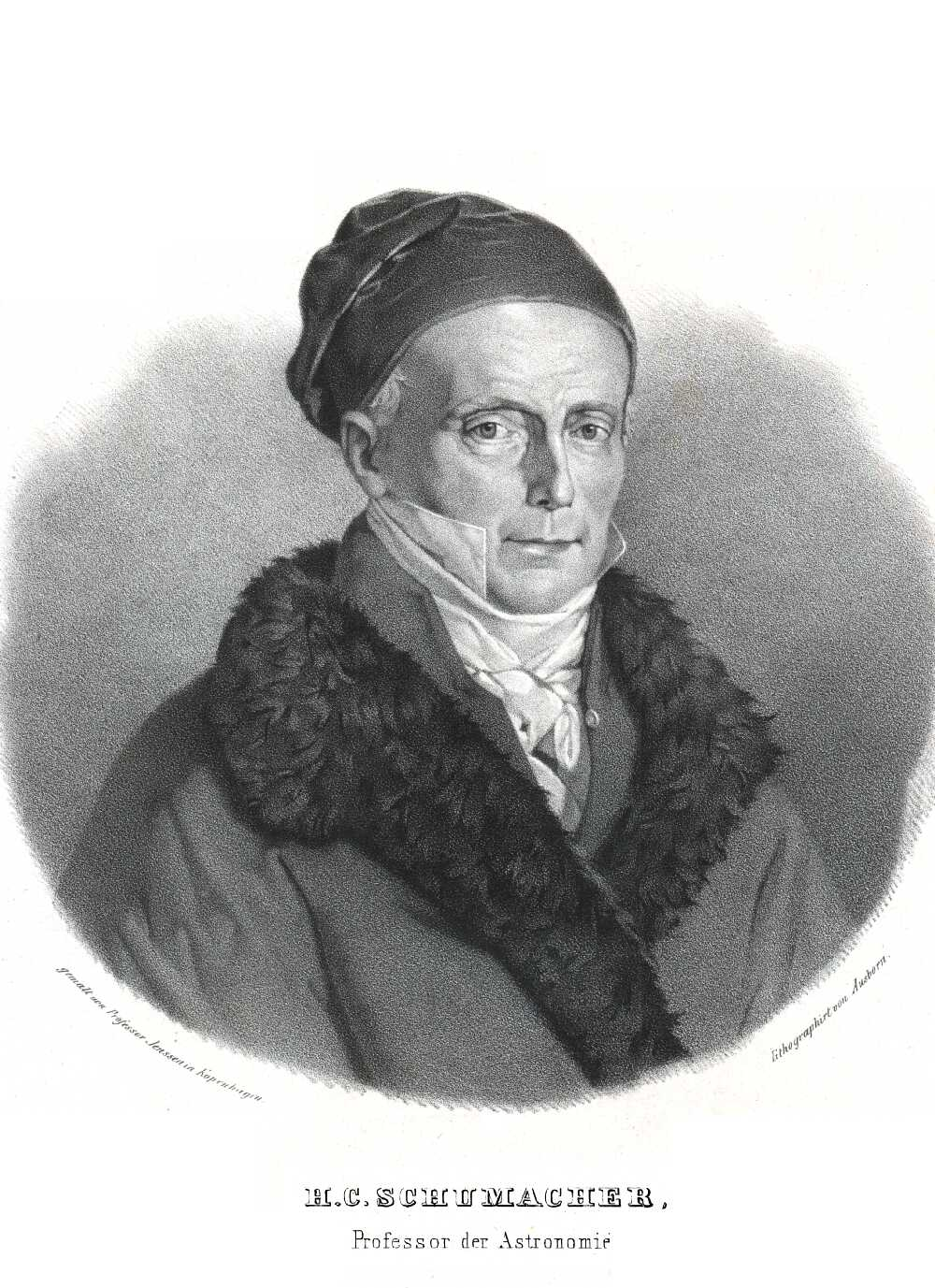
最初の編集者ハインリッヒ・クリスティアン・シューマッハ（1780年-1850年）

この雑誌は、1821年にハインリッヒ・シューマッハがデンマーク王クリスチャン8世の金銭的支援を得て創刊し、すぐに天文学の分野で世界を代表する学術誌となった。シューマッハは、当時はデンマークの一部であったハンブルク＝アルトナの天文台で編集を行った。
シューマッハは、創刊した1821年から死去する1850年まで、最初の31巻を編集した。これらの初期の巻は数百ページであり、主に各地の天文学者が観測結果をシューマッハに報告するために送った報告書で構成された。この学術雑誌は大きな成功を収め、長年の間、シューマッハは数百の寄稿者から数千の報告を受け取った。報告は、投稿された言語で出版された。多くはドイツ語であったが、英語、イタリア語、その他のものもあった。
この雑誌の名声は、当時王立天文学会会長であったジョン・ハーシェルにも知られ、1840年のデンマーク王への手紙で、アストロノミシェ・ナハリヒテンについて以下のように書いている。
| 「                                                        | ･･･これまで現れた中で最も注目に値し、影響力のある、近年の似たような研究よりも科学の進歩に貢献した天文学の研究が、陛下の街、文明世界の天文学の中心であるアルトナから産み出された。 | 」 |
| —ジョン・ハーシェルからクリスチャン8世, 1840年（[1]より） | |    |
この時期、例えば1827年に創刊されたイギリスのMonthly Notices of the Royal Astronomical Society等、天文学の学術雑誌は他にも創刊された。しかし、1850年にベンジャミン・グールドがアメリカ合衆国でThe Astronomical Journalを創刊したのは、アストロノミシェ・ナハリヒテンの影響であった。

## 後の歴史

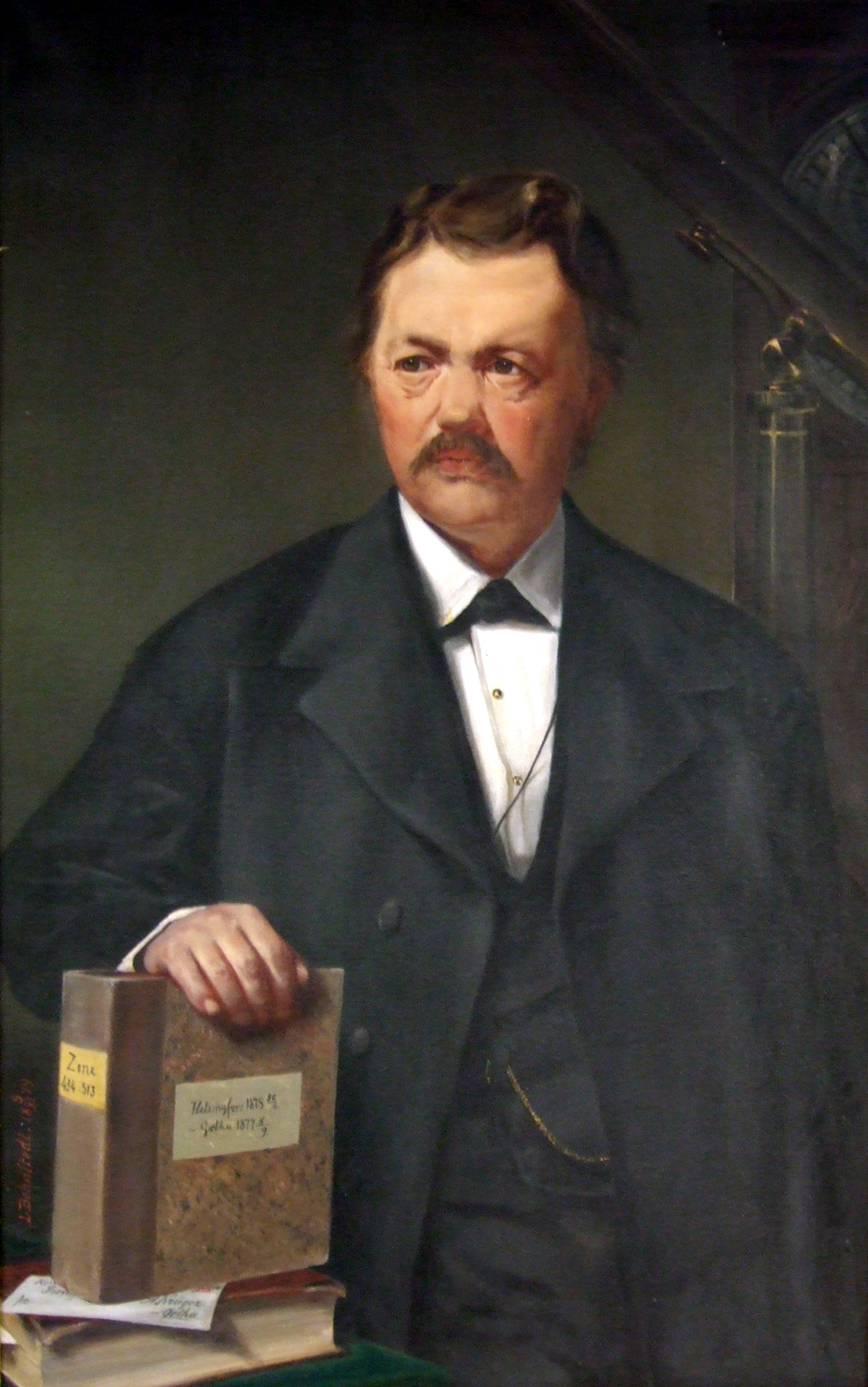
4代目編集者のアーダルベルト・クリューガー（1881年-1896年）

シューマッハの死の後、しばらくの間、1825年頃から24年間シューマッハとともに天文台で研究したアドルフス・コルネリウス・ピーターセンが天文台長及び雑誌の編集長を務めた。1854年に死去したピーターセンは、後年、やはりかつてこの天文台で働いていたデンマーク人天文学者Thomas Clausenに編集を手伝ってもらった。
1854年からの編集者は、アルトハ天文台長を引き継いだドイツ人天文学者のクリスチャン・A・F・ペーテルスであった。1872年、天文台はアルトハからキールに移動し、ペーテルスはここで1880年に死去するまで雑誌の編集を続けた。最後の1年間は、息子のCarl Friedrich Wilhelm Petersが手助けした。雑誌は、1938年までキールで出版され続けた。
ペーテルスの死後、1881年からアーダルベルト・クリューガーが新しい天文台長、編集者となり、死去する1896年まで務めた。この時期、この雑誌は、ドイツ天文協会の機関誌であった。1896年から死去する1907年までは、かつてクリューガーを手助けしていたハインリヒ・クロイツが編集を行った。クロイツは、140巻から175巻を編集した。1880年から1907年のその他のスタッフには、天文学者のリヒャルト・ショールやエリス・ストレームグレンがいた。
1907年から1938年までの編集者は、ドイツ人天文学者のヘルマン・コボルトであった。
コボルトが1938年に引退すると、雑誌の編集所はキールからベルリンに移動し、第二次世界大戦中は、ダーレムの天文計算研究所で出版された。1945年、研究所はハイデルベルクに移転したが、雑誌はベルリン地域に残った。
戦後、ポツダム天体物理天文台長のハンス・キーンレンが編集を行った。この天文台は、ベルリン郊外のポツダムにあり、1948年からは、German Academy of Sciences at Berlinの前身となる出版社Akademie Verlagから発行された。キーンレンの生徒の一人ヨハン・ヴェンペが1951年に彼の後を継ぎ、22年間編集を務めた。
1949年から、ただし公式には1950年代から、1990年のドイツ再統一までは、鉄のカーテンのドイツ民主共和国の側で発行された。1974年からは、編集長と編集委員会が新設され、ドイツ語と英語の2カ国語で発行されるようになった。1990年にAkademie VerlagはVCHに引き継がれた。
1996年から今日まで（317巻以降）は、Wiley-VCHから発行されるようになった。この会社は、1921年創業のVerlag ChemieがJohn Wiley and Sonsに合併した1996年に設立された。編集所はポツダムの天体物理天文台に残され、2007年時点の編集者は、K. G. Strassmeierである。
過去180年以上に渡り、328巻で43,899報の論文を99,565ページに掲載している。

## 出版のフォーマットとスケジュール

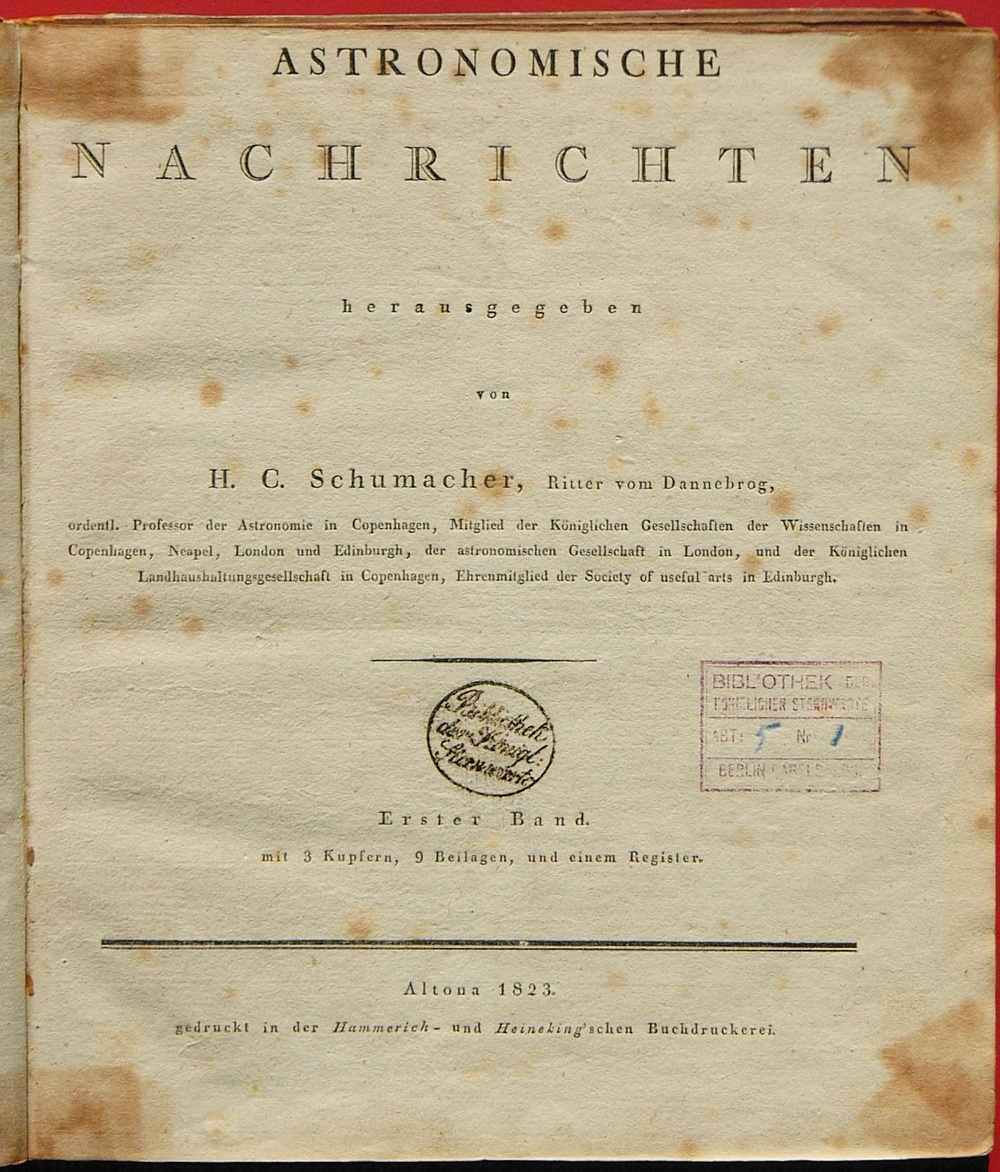
1823年からの表紙

雑誌自体は1821年に創刊されたが、第1巻が刊行されたのは1823年だった。第1巻は516ページ、33号であった。翌年、第2巻は497ページ、34号であった。1831年に2巻が刊行されて1830年と1832年には刊行がなかった1830年から1832年を除き、1846年まで、毎年20から30号の1巻ずつが刊行された。その後、1884年までは、ほぼ毎年2巻ずつ刊行された。1884年には、最多となる5巻が刊行された。1884年から1914年までは、3巻以上ずつが刊行された。第一次世界大戦中の1915年から1919年までは、刊行のペースが落ち、1916年から1919年までの期間で、1巻だけであった。1920年から1940年までは、毎年ほぼ3巻ずつ刊行された。1941年から1943年までは毎年1巻だけであり、1944年から1946年までは、第二次世界大戦でベルリンが大きな損傷を受けたことから、刊行されなかった。1947年から現在までは、毎年ほぼ1巻ずつが刊行されているが、1950年代から1970年代には、刊行されなかった年もある。1974年から1996年までは、1年に、それぞれ300から400ページの6号が刊行された。
新しい出版社Wileyの下で、このパターンは2003年まで継続し、2003年には補遺の号が増えて、1年間に9号に増えた。2004年以降は、1年間に10号になった。2006年の327巻では、10号1100ページとなった。